# Distrikt Santa Rosa (Grau)
Der Distrikt Santa Rosa liegt in der Provinz Grau in der Region Apurímac im zentralen Süden von Peru. Der Distrikt wurde am 14. Juni 1990 gegründet. Er erstreckt sich über eine Fläche von 31 km². Beim Zensus 2017 wurden 593 Einwohner gezählt. Im Jahr 1993 lag die Einwohnerzahl bei 819, im Jahr 2007 bei 712. Die Distriktverwaltung befindet sich in der 3550 m hoch gelegenen Ortschaft Santa Rosa mit 256 Einwohnern (Stand 2017). Santa Rosa liegt 6,5 km südöstlich der Provinzhauptstadt Chuquibambilla.

## Geographische Lage
Der Distrikt Santa Rosa liegt im Andenhochland am linken Flussufer des nach Norden fließenden Río Vilcabamba zentral in der Provinz Grau.
Der Distrikt Santa Rosa grenzt im Westen an den Distrikt Chuquibambilla, im Norden an den Distrikt Vilcabamba, im Osten an den Distrikt Micaela Bastidas sowie im Süden an den Distrikt Pataypampa.